# Ingenieurökologische Vereinigung
Die Ingenieurökologische Vereinigung e. V. (IÖV) ist ein deutscher gemeinnütziger Verein, der Privatpersonen, bildungs- und umweltschutzorientierte Organisationen, Firmen und Ingenieurbüros, die im Bereich der Ingenieurökologie tätig sind, vereint. Die IÖV vertritt das Gebiet der Ingenieurökologie im deutschsprachigen Raum, unterstützt ihre Mitglieder bei ingenieurökologischen Projekten, erarbeitet dazu Regelwerke, führt Informations- und Werkstatt-Veranstaltungen durch und nimmt an Forschungs- und Entwicklungsprojekten zur Ökosystemgestaltung teil. Sie stützt sich dabei auf eine schlanke Netzwerkstruktur sowohl für die inhaltliche Arbeit als auch für die organisatorisch-administrative Abwicklung und auf das Netzwerk der Mitglieder und anderer kooperierender Fachleute und Organisationen.

## Geschichte
Die Ingenieurökologische Vereinigung e.V. wurde am 21. Oktober 1993 an der Technischen Universität München ins Leben gerufen. Seit der Gründung der IÖV haben sich das Aufgabenfeld und die gesellschaftlichen Herausforderungen der Ingenieurökologie weiterentwickelt. Aus diesem Grund fand am 1. September 2020 fand die richtungsweisende Mitgliederversammlung der IÖV statt. Gunther Geller, Gründungsmitglied von 1993, seitdem Präsident der IÖV, ist auf eigenen Wunsch aus dem Präsidium der IÖV ausgeschieden. Das Präsidium hat ihn in Anerkennung seiner Leistungen für die Ingenieurökologie einstimmig zum Ehrenpräsidenten der IÖV ernannt.
Auf der Versammlung der Präsidiumsmitglieder am 8. September 2020 wurde Jochen Hack, zu diesem Zeitpunkt Professor für Ingenieurökologie an der TU Darmstadt, zum neuen Präsidenten der IÖV gewählt. Er übernahm außerdem die Betreuung der IÖV-Geschäftsstelle, die von Augsburg nach Darmstadt verlagert wurde, zunächst bis 2022. 2022 wurde Jochen Hack für zwei weitere Jahre zum Präsidenten der IÖV gewählt. Die Geschäftsstelle wechselte zum Ingenieurbüro Blumberg. 2024 wurde Tino Fauk zum neuen IÖV-Präsidenten gewählt und die Geschäftsstelle wechselte zum Ingenieurbüro Dwornitzak.

## Vereinsstruktur
Zum Präsidium, das im Jahr 2024 für zwei Jahre neu gewählt wurde, gehören (Stand Dezember 2024):
- Tino Fauk – Präsident, Öffentlichkeitsarbeit, „Grün statt Grau“ — Veranstaltungsreihe
- Petra Schneider: Vizepräsidentin, Erstellung des Newsletters, Kontaktpflege Kooperationspartner, Organisation Methodenblätter
- Jochen Hack: Kooperation mit nationalen und internationalen Schwesterorganisationen und Hochschulen, Öffentlichkeitsarbeit
- Wolf-Dieter Rausch: Schriftführer, Sitzungsprotokollierung, Sitzungsorganisation (Einladungen), Linkedin-Öffentlichkeitsarbeit
- Clemens Dwornitzak: Organisation Erfahrungsaustausch und Mitgliederversammlung
- Thomas Czoske: Internetauftritt, LinkedIn und Öffentlichkeitsarbeit

## Ziele und Aktivitäten des Vereins
Die Ziele der IÖV sind:
- Einsatz der Ingenieurökologie zur Erhaltung, Entwicklung und Wiederherstellung von Ökosystemen:
- Vermittlung von Kontakten und Informationen zwischen Wissenschaft, Verwaltung, Erziehung und Politik, Förderung der Praxis und Koordination ihrer Aktivitäten
- Verbesserung der inter- und transdisziplinären Zusammenarbeit
- Verbreitung des ingenieurökologischen Gedankengutes und Anwendung der Ingenieurökologie, insbesondere in Forschung, Lehre und Fortbildung.

Um diese Ziele zu erreichen, geht die IÖV folgenden Aktivitäten nach:
- Sichtung und Sammlung ingenieurökologischen Schrifttums
- Initiierung, Koordination und Durchführung von Forschungs- und Entwicklungsprogrammen auf dem Gebiet der Ingenieurökologie
- Organisation von Veranstaltungen, Treffen und Kursen über Ingenieurökologie
- Veröffentlichung wissenschaftlicher Studien und populärwissenschaftlicher Informationen im Bereich der Ingenieurökologie
- Herausgabe von Regelwerken.

Die Ingenieurökologie beschäftigt sich als Synthese von Ökologie und Ingenieurwesen mit dem nachhaltigen Gestalten und Betreiben stark menschlich beeinflusster Ökosysteme und nutzt dafür naturbasierte Lösungen. Die Förderung naturbasierter Lösungen, einschließlich Grüner Infrastruktur ist eines der Hauptanliegen der IÖV.

## Erfahrungsaustausch
Einmal jährlich findet an abwechselnden Hochschulstandorten ein Erfahrungsaustausch statt.
- 2018 an der Hochschule Magdeburg-Stendal mit Exkursion an die Ehle
- 2019 an der Hochschule für Technik und Wirtschaft Dresden mit Exkursion in die Gartenanlagen in Pillnitz
- 2020 im Rahmen des Closed Cycles Symposium 2020[3] an der Zürcher Hochschulen für Angewandte Wissenschaften, coronabedingt online
- 2021 an der Technische Universität Darmstadt mit Exkursion in den botanischen Garten (coronabedingt eingeschränktes Programm).
- 2022 im Park der Gärten, Bad Zwischenahn, mit Exkursion zu Renaturierungsmaßnahmen, Kompostier- und Pflanzenkläranlage der Firma Moorkultur Ramsloh, Besichtigung des Tidepolders Coldemüntje an der Ems im Raum Papenburg (Teil des „Masterplans Ems 2050“) sowie Besichtigung der Meyer-Werft in Papenburg.
- 2023 am Sächsischen Textilforschungsinstitut e.V. (STFI) in Chemnitz zum Thema "Textilien in der Ingenieurökologie".
- 2024 an der Hochschule RheinMain zum Thema "Wassersensible Stadtgestaltung".